# Clarkson Cup 2009
Der Clarkson Cup 2009, auch Scotiabank National Canadian Women’s Championship, war die erstmalige Austragung des gleichnamigen Wettbewerbs zwischen den vier Vertretern der Canadian Women’s Hockey League und Western Women’s Hockey League. Das Turnier wurde vom 19. bis 21. März 2009 im K-Rock Centre in Kingston in der Provinz Ontario ausgetragen.
Die Stars de Montréal aus der CWHL besiegten im Finale die Minnesota Whitecaps aus der WWHL mit 3:1 und gewannen damit als erste Vereinsmannschaft überhaupt den 2005 gestifteten Clarkson Cup. Der Pokal wurde von der Stifterin, Adrienne Clarkson, persönlich an die Kapitänin der Stars, Lisa-Marie Breton, übergeben.

## Modus
Das Turnier begann mit zwei Platzierungsspielen, bei denen die jeweils Erstplatzierten der CWHL- und WWHL-Saison sowie die jeweils Zweitplatzierten der beiden Ligen aufeinander trafen. Aufgrund der dort festgelegten Setzliste – die Erstplatzierten spielten um die Ränge 1 und 2, während die Zweitplatzierten um die Plätze 3 und 4 spielten – folgten im Anschluss die beiden Halbfinale und das Finale.
Im Halbfinale traf der siegreiche Erstplatzierte, als somit Erster der Setzliste, auf den unterlegenen Zweitplatzierten. Ebenso spielte der unterlegene Erstplatzierte gegen den siegreichen Zweitplatzierten. Die beiden Halbfinalsieger ermittelten schließlich im Finale den Sieger des Clarkson Cups.

## Platzierungsrunde
| 19. März 2009 14:00 Uhr | Minnesota Whitecaps W. Brodt A. Ruggiero B. White J. Koizumi (66:26) | 4:3 n. V. (-:-, -:-, 1:3, 1:0) | Stars de Montréal M.-P. Poulin (45.) C. Ouellette (50.) S. Harbec (60.) | K-Rock Centre, Kingston Zuschauer: k. A. |

| 19. März 2009 19:00 Uhr | Brampton Canadettes-Thunder N. Ruta G. Apps J. Hefford N. Ruta | 4:3 (0:2, 1:1, 3:0) | Calgary Oval X-Treme G. Kingsbury (0:10) G. Kingsbury K. McLaughlin | K-Rock Centre, Kingston Zuschauer: k. A. |

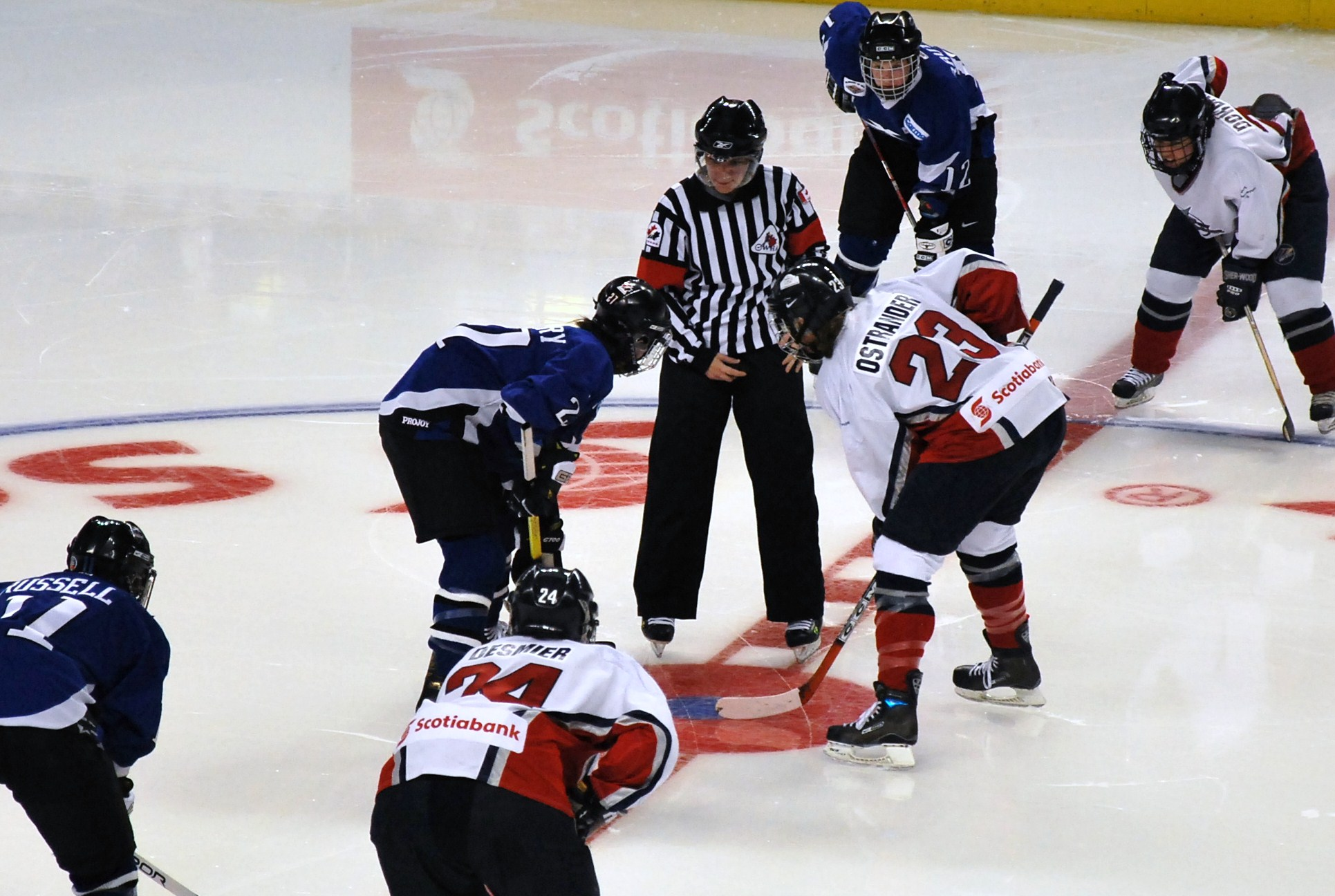
Spielszene aus der Partie Brampton gegen Calgary

Damit platzierten sich die vier Finalteilnehmer in folgender Reihenfolge:
| Platz | Mannschaft                  |
| ----- | --------------------------- |
| 1.    | Minnesota Whitecaps         |
| 2.    | Stars de Montréal           |
| 3.    | Brampton Canadettes-Thunder |
| 4.    | Calgary Oval X-Treme        |

## Finalrunde

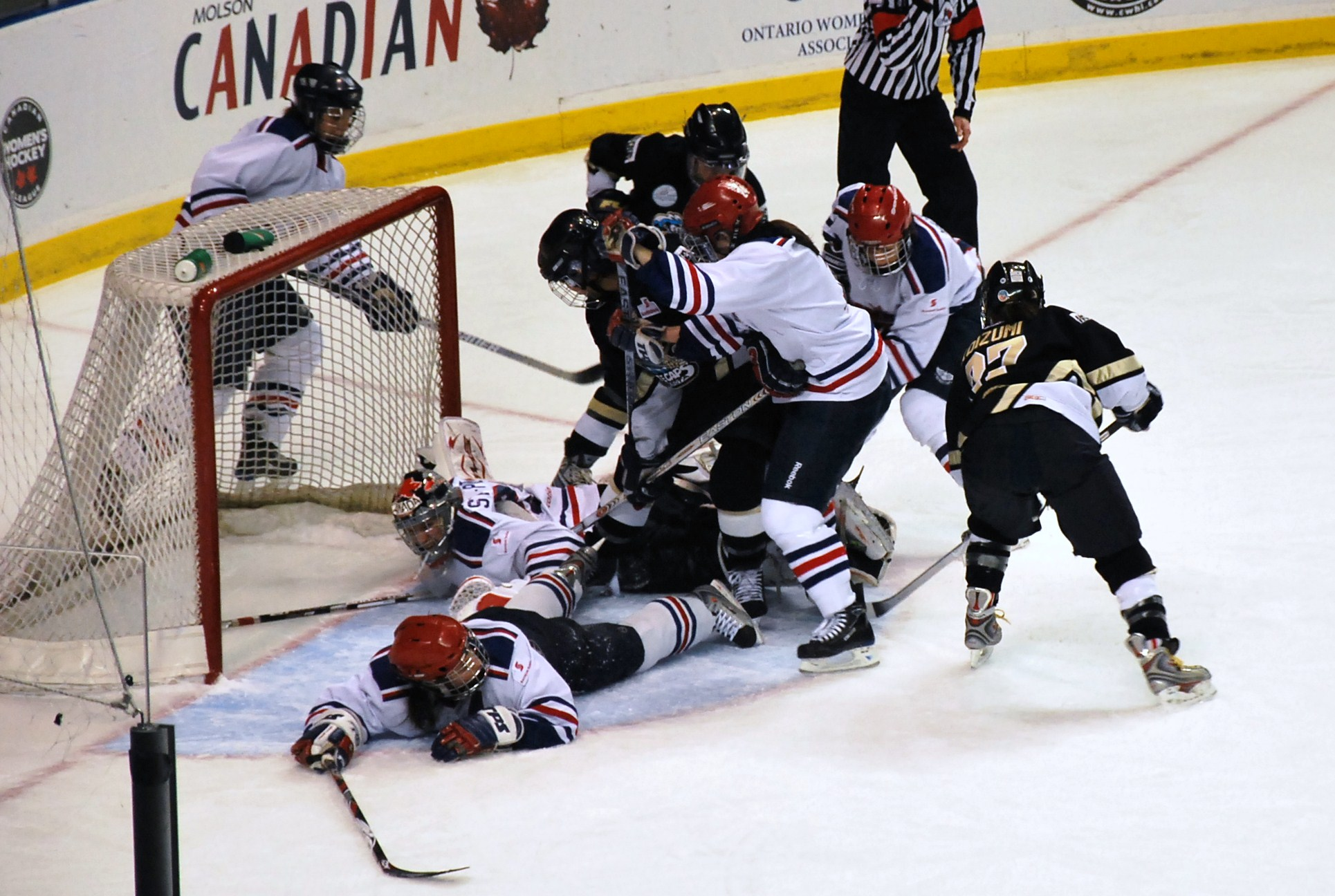
Spielszene aus dem Finalspiel

|  | Halbfinale | Halbfinale                  | Halbfinale |  |  | Finale | Finale              | Finale |
|  |            |                             |            |  |  |        |                     |        |
|  |            |                             |            |  |  |        |                     |        |
|  | 1          | Minnesota Whitecaps         | 2          |  |  |        |                     |        |
|  | 4          | Calgary Oval X-Treme        | 1          |  |  |        |                     |        |
|  |            |                             |            |  |  | 1      | Minnesota Whitecaps | 1      |
|  |            |                             |            |  |  | 2      | Stars de Montréal   | 3      |
|  | 2          | Stars de Montréal           | 4          |  |  |        |                     |        |
|  | 3          | Brampton Canadettes-Thunder | 1          |  |  |        |                     |        |
|  |            |                             |            |  |  |        |                     |        |

### Halbfinale
| 20. März 2009 14:00 Uhr | Minnesota Whitecaps C. Cahow (13:44) M. Engstrom | 2:1 (1:1, 1:0, 0:0) | Calgary Oval X-Treme C. MacLeod | K-Rock Centre, Kingston Zuschauer: k. A. |

| 20. März 2009 19:00 Uhr | Stars de Montréal C. Ouellette S. Bourbeau S. Bourbeau (39.) M.-P. Poulin | 4:1 (2:1, 1:0, 1:0) | Brampton Canadettes-Thunder G. Apps | K-Rock Centre, Kingston Zuschauer: k. A. |

### Finale
| 21. März 2009 13:00 Uhr | Stars de Montréal S. Denis (30:04) S. Harbec C. Ouellette (42.) | 3:1 (0:0, 2:1, 1:0) Spielbericht | Minnesota Whitecaps A. Ruggiero | K-Rock Centre, Kingston Zuschauer: k. A. |

## Auszeichnungen
- Vorbildlichste Spielerin (Top role model): Julie Chu, Minnesota Whitecaps[10]
- Beste Torhüterin: Kim St-Pierre, Stars de Montréal
- Beste Verteidigerin: Caitlin Cahow, Minnesota Whitecaps
- Beste Stürmerin: Caroline Ouellette, Stars de Montréal
- MVP: Jenny Potter, Minnesota Whitecaps